# Cabo Spurn

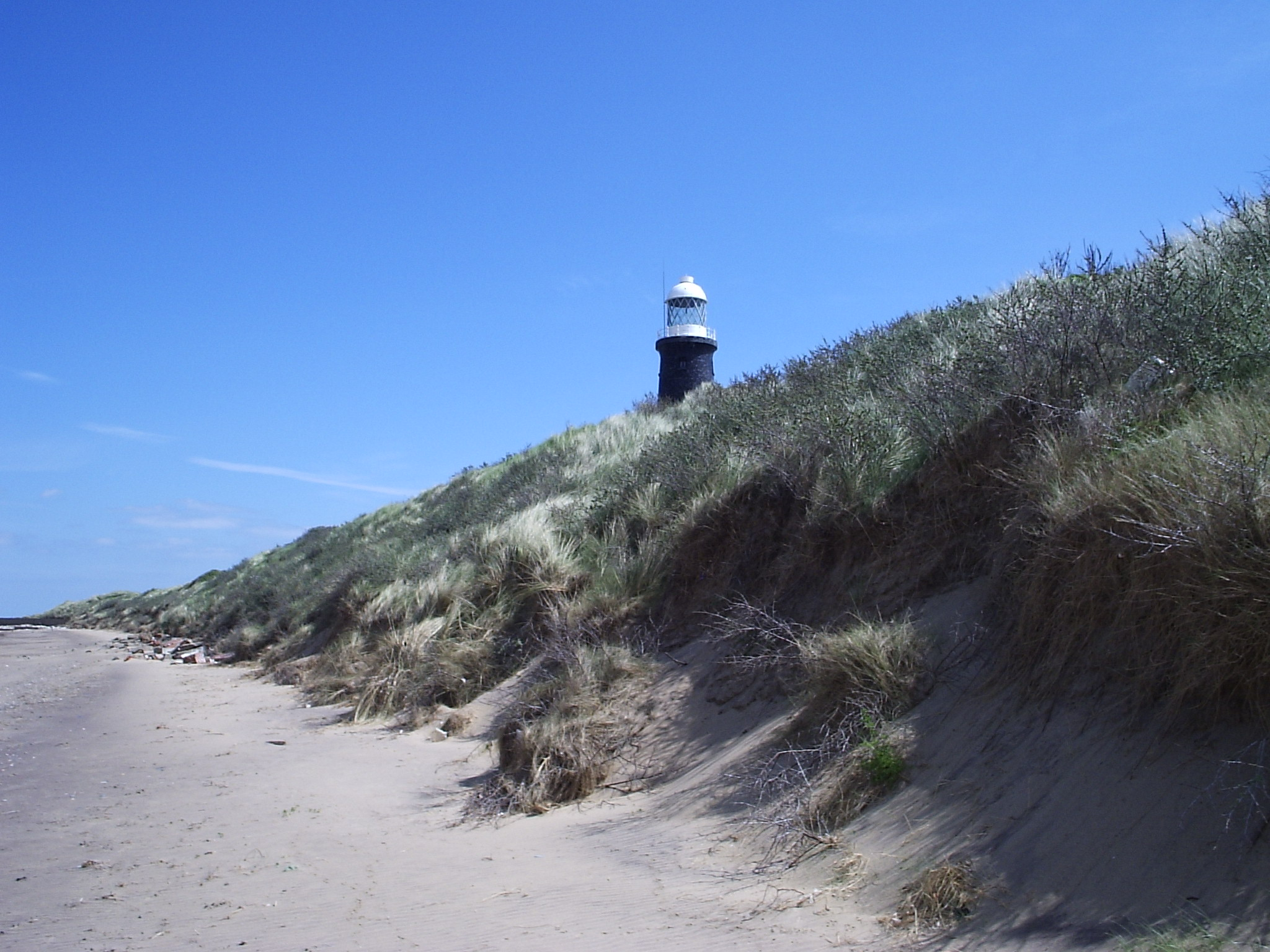
Spurn en mayo de 2005, el faro y las dunas de arena.

El cabo Spurn o punta Spurn es una estrecha lengua de arena en el extremo sureste del East Riding de Yorkshire, Inglaterra, que penetra en el mar del Norte y forma la ribera norte de la desembocadura del estuario Humber. Tiene más de 4,8 km de largo, casi la mitad del ancho del estuario en ese punto, y en algunos lugares se estrecha hasta tan solo 46 m. En el extremo sur hay una estación de botes salvavidas de la RNLI y un faro en desuso. Forma parte de la parroquia de Easington.
El cabo Spurn cubre km de costa exterior y km de costa de estuario. Pertenece desde 1960 al Yorkshire Wildlife Trust, y es una Reserva Natural Nacional distinguida como Patrimonio Costero y es parte del Área de Protección Especial de Planicies, Ciénagas y Costas de Humber.

## Ecología

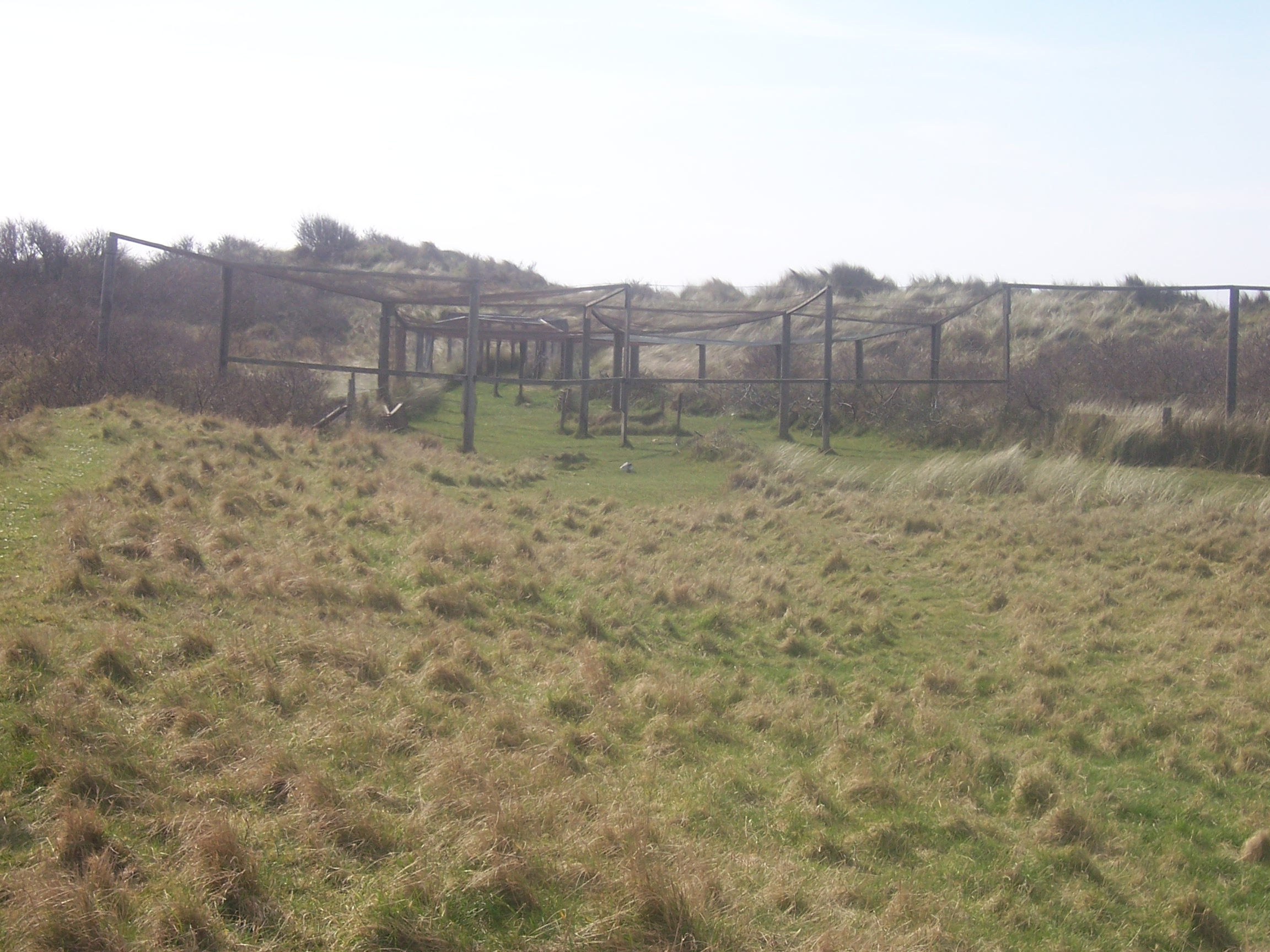
BirdTrap SpurnPoint

Las llanuras fangosas son un territorio de alimentación de las aves costeras, y el área tiene un observatorio de aves, para monitorear la migración de las aves y ofrecer comodidades a los visitantes aficionados a las aves. La migración de aves es facilitada por los vientos del este en otoño, que resultan en deriva migratoria de las aves migratorias escandinavas, que a veces llevan a espectaculares arribazones de miles de aves. Muchas especies no comunes han sido vistas aquí, incluyendo una golondrina de cuevas (Petrochelidon fulva) de Norteamérica, una buscarla lanceolada (Locustella lanceolata) de Siberia y un albatros ojeroso o de ceja negra (Thalassarche melanophris) de los océanos del sur. Más común es ver aves como collalbas grises (Oenanthe oenanthe), tarabillas norteñas (Saxicola rubetra), colirrojos reales (Phoenicurus phoenicurus) y papamoscas posándose en Spurn en sus travesías entre los territorios de cría y los ultramarinos de invernación. Cuando el viento está en la dirección correcta las migrantes son concentradas bajando hacia Cabo Spurn y se cuentan en el Narrows Watchpoint, más de 15 000 aves que pueden pasar volando en una buena mañana en otoño, y ver 3000 es bastante normal.